# Huta (polana)
Huta lub Hutniańska Polana – duża polana w Pieninach na prawym brzegu Dunajca, naprzeciwko Facimiecha, na terenie Słowacji. Znajduje się na wysokości około 420 m przy Drodze Pienińskiej, u wylotu doliny Huta. Jest przy niej wiata turystyczna i rozdroże szlaków turystycznych.
Polana położona jest na marglach i marglistych wapieniach. W 1690 r. Elżbieta Rakoczy założyła tu hutę szkła. Była ona wówczas właścicielką Czerwonego Klasztoru. W hucie z dunajcowych żwirów wytwarzano zielone butelki, szklanki i talerze. Przy hucie powstał 6-domowy przysiółek Lesnické Huty. Jego ostatni mieszkaniec wyprowadził się z niego w 1969 r.
Na polanie znajduje się źródło z dobrą wodą, zwane Małżeńskim Źródłem. Według podań zakochani, którzy z niego napiją się wody w ciągu roku pobiorą się. Kazimierz Ignacy Sosnowski w 1930 r. na polanie tej widział „wymarzone miejsce na założenie w pośrodku Pienin letniska”. Około 1960 r. zaczęli go tworzyć Słowacy, jednak zrezygnowano z niego w związku z utworzeniem Pienińskiego Parku Narodowego.

## Szlaki turystyki pieszej
Droga Pienińska ze Szczawnicy do Czerwonego Klasztoru. Odległość 9,7 km, suma podejść 460 m, suma zejść 440 m, czas przejścia 3 godz 10 min w jedną stronę,
 Huta, rozdroże – przełęcz Limierz (Targov). 2,1 km, suma podejść 225 m, czas przejścia 45 min, z powrotem 35 min.